# یونس بن حبیب
یونس بن حبیب (۶۹۹–۷۹۸م) (نسب: ابوعبدالرحمان یونس بن حبیب ضبّی) نحوی، محدث، کاتب و شاعر عرب عراقی بود. گروهی در بصره که ادیبان و فصیحان عرب و اهل بادیه در آن حاضر می‌شدند، داشت. او از پیشوایان نحو بصره در زمانه‌اش بود. او نسب عربیِ بالولاء داشته و ایرانی‌اصل بوده‌است و سیبویه بسیار به آثار او منبع داده‌است.